# 美咲ナンバーワン!!
『美咲ナンバーワン!!』（みさきナンバーワン）は、藤崎聖人による日本の漫画。またそれを原作としたテレビドラマ。『ビッグコミックスピリッツ』（小学館）にて、2008年27号より同年36・37合併号まで連載、その後ドラマ化に伴い『月刊!スピリッツ』（小学館）2010年12月号から2011年3月号まで、続編が「第2部」として連載された。

## あらすじ
六本木『CLUB SOUTHERN SEA』のNo.1キャバクラ嬢・天王寺美咲は、玉造校長の強い勧めもあり、中高一貫校の御堂学園高等学校の教師に就任する。就任初日、校長から2年Z組の担任を任されるが、いろいろと問題を抱えた状態で不登校になっている生徒が集められた特別クラスだった。どんな生徒でも見捨てずに卒業させたいと考える校長派と、問題のある生徒は退学もやむなしと考える教頭派との折衷案として、2年Z組として生徒が集められた。そんな事情を就任歓迎会のときに知った美咲は、自らの幼い頃の思いやキャバクラ嬢での経験を生かし、生徒たちを立ち直らせようと奮起する。
第1巻(LESSON 1)のエピソード
2学期開始早々、クラスには梅田慶太1人のみしかおらず、その梅田すらすぐに帰ってしまう。美咲は、教員室内で梅田は学校外で騒ぎを起こさないので特段問題はないという諦め感のある態度に納得がいかず、接触事故のことで借りのある今宮を運転手にして、梅田を探しに行く。探し出した梅田に美咲は、いろいろと手を出しては上手くいかないと別のものに移るっていうことではなく、1つでも良いから夢中になれるもの、自分がナンバーワンになれるものを探すように諭す。
中学校からのエスカレータ組江坂尚輝、北花田慎太郎、長居諒介の3人は、たまに学校には来るものの詰まらないといって、教室には行かずに保健室や屋上でぶらぶらしている。美咲は3人と一緒にゲームセンターやカラオケで楽しんだ後に、勤めていたお店に案内する。仕事や勉強、遊びもメリハリつけて思いっきりやること、何の目的もなくただ時間潰しのためだけに時間を過ごすのはダメだと諭し、3人とも美咲を観てる方が楽しいかもと教室に行くことを約束する。
本町優の家は病院で、小さい頃から親からの期待に応えようとしてきたが、そのことが少し重荷になっており、学校を休みがちとなっていた。ある日、本町が学校に行くと、美咲から励まし受けたもののちょっと重荷に感じてしまう。侑希から休みたいときは休めば良いとの言葉で気持ちが少し軽くなり学校に来るようになる。1年生の頃にイジメにあい不登校になっている心斎橋航平が、変装にして侑希の授業中に教室に入ると、侑希から本町と同様の助言を受ける。すると、自分は学校に来なくて良いんだと逃げ帰ろうとする心斎橋を美咲はひきとめ、頑張ろうとしている心斎橋は男前だと励ましと応援で登校するようになる。
少しずつ教室に通う生徒が増えてきている中、Z組の生徒がひったくりで補導されたという連絡が入る。美咲が警察署に向かうと、難波・J・友嗣が警察から事情を聴かれていたが、ひったくり犯ではなくひったくり犯を捕まえたことがわかる。難波が無口で無愛想なことが気になり、1年のときの担任西九条に事情を聴く。親の仕事の関係で、子どもの頃から転校ばかりの生活で、周りに壁を作っていることを知る。BMXの練習をしている難波のところ美咲は向かい、人と人がつながることは素晴らしいことだと諭し、難波は登校することを約束する。
中学校からのエスカレータ組で高校の1学期から欠席しがちになり、現在外出することもない引きこもり状態の中津直樹の自宅を家庭訪問し、少々強引な方法で中津の部屋に飛び込む。キャバクラ嬢としての経験や親とは子どもの頃は毎月生活費を渡される関係だったことから、寂しい思いの人を助けたいと教師になった思いを語る。誰もかまってくれないことは悲しいことであり、母親、弟も中津自身を心配していることを話し、美咲だけは担任としてかまい続けると宣言する。
第2巻(LESSON 2)のエピソード
教室には1日10人前後、通うようになってきている。ホームルームの時間に美咲から、クラス対抗球技大会の種目でバスケットボールにエントリーすると切り出し、良いコーチを探すからと嫌がる生徒達を納得させる。美咲はコーチに適任は生徒、門真怜生を想定する。門真は中学校からのエスカレータ組で、バスケットボール部の活動には参加するが授業には出てこないというパターンの生徒だった。門真からは、好きなバスケットボールのことならやるっていう言葉を聞き、美咲は球技大会でエントリーしているバスケットボールのコーチを頼む。教頭からは出席生徒が減っていることを本末転倒だと怒られながらも、バスケットボールの練習を通じて、生徒達が生き生きとしてくるのを美咲は感じている。試合当日、門真がバスケットボール部で試合をする相手校の敵情視察に来ており、クラス対抗球技大会には出られないと、美咲に連絡が入る。今宮のバイクを借りて、門真を向かいに行き、好きなことを増やすきっかけとしてクラスの生徒達と同じ時間を過ごしてほしいと諭す。
球技大会ではZ組が優勝し、少しずつクラスの雰囲気も良くなってきている中、次に家庭訪問する生徒は、ホスト志望で女の家を転々としている泉佐野龍貴。泉佐野は美咲に対して、学校に行くよりも女を落とす練習、貢がせられるかが重要と話す。夜の商売の上辺しかみていない泉佐野を美咲は、文学作品をもとにした映画や歌舞伎、一流シェフのお店などに連れて行く。働く上で大切なこと、学校で磨けることを話し、ちゃんと格好いい男になれと諭す。
引きこもっている高校編入組の八尾絢斗の自宅に美咲が家庭訪問すると、美術担当の鶴橋が先に訪問している。八尾が1年のときに担任をしており、学校に来なくなってからも鶴橋は、毎日訪問し手紙を渡していることを知る。美咲が創作新聞を作成し、鶴橋と一緒に八尾の家に毎日訪問するようになる。八尾が部屋から出てきたところで、美咲は鶴橋がもうすぐ定年退職であることを告げ、鶴橋から自分で立ち上がって前にすすまないといけない時があると諭される。八尾は、すぐには無理でも努力してみると約束する。
両親ともに有名私立校の教師で、親が離婚して父親に引き取られた鳳優真は、両親から相手にされずに、地元の不良グループと連んでいる。美咲は、鳳の両親のことを知り、不良グループのリーダに勝負を挑み勝利する。見守っていたクラスの同級生から、鳳は自分たちに熱心に接してくれる美咲を信じてみてはと言われる。
鳳も毎日学校に来るようになり、鳳の母親であり、2年Z組廃止派の教頭も、美咲の頑張りに改心する。

## 登場人物
本作の登場人物の名字は全て大阪府・大阪市内に実在する地名から取られている。

### 御堂学園高校・教職員
天王寺 美咲（てんのうじ みさき）
主人公。元は六本木『CLUB SOUTHERN SEA』のNo.1キャバクラ嬢だったが、玉造校長からの勧めもあり、御堂学園高校2年Z組の担任教師に就任する。担当教科は社会科。教師になってもキャバクラ嬢時代の癖が抜けきらず、それが元で周囲からよく怪しまれる。
野田 侑希（のだ ゆき）
2年A組の担任の美人教師。担当教科は英語科。元は歌舞伎町のNo.1キャバクラ嬢だったが、玉造校長にスカウトされて御堂学園高校に来た。美咲は初対面のときに自分と同じ空気感を感じる。美咲に対しては普通に接している。
鶴橋（つるはし）
定年間近の男性教師。担当教科は美術科。温厚な性格だが、いざという時には厳しい決断を下すこともある。
桜ノ宮（さくらのみや）
教頭。2年Z組の廃止を目論んでいて、美咲とは事あるごとに対立している。離婚した夫の間に息子が一人いる。
玉造（たまつくり）
校長。『CLUB SOUTHERN SEA』の常連客であるため、美咲やママとは古くからの知り合い。美咲が教員免許を持っていることを知り、御堂学園高校の教師に就任させる。
今宮（いまみや）
数学担当。西中島南方組の車との接触事故で修理費として法外な金額が請求されたが、美咲の気っぷの良さに助けられる。
西九条 勤（にしくじょう つとむ）
体育担当。美咲の元指名客でIT関係の社長「住之江」と名乗っていた。キャバクラマニアで、侑希のいたお店にも通っていた。

### 2年Z組生徒
泉佐野 龍貴（いずみさの たつき）
中学校からのエスカレータ組。ホスト志願の女にだらしないイケメン。
梅田 慶太（うめだ けいた）
中学校までは成績優秀で、サッカーや陸上などの競技もそつなくこなしナンバーワンだった。高校に入学すると中学校時代のようには上手くいかず、ふて腐れてしまい不登校になる。
江坂 尚輝（えさか なおき）
中学校からのエスカレータ組で、学校の雰囲気に飽きている。北花田、長居と3人つるんで遊んでいる。
鳳 優真（おおとり ゆうま）
中学校からのエスカレータ組。桜ノ宮教頭の息子だが、現在は他の進学校の校長をしている父の苗字を名乗っている。両親に構ってもらえない上に嫌われたので人間不信に陥りグレている。
門真 怜生（かどま れお）
中学校からのエスカレータ組。バスケットボール部に所属していて、部活には熱心に出席しているが、授業には出席していない。美咲の依頼でクラス対抗球技大会のバスケット部門の2年Z組の監督を任される。
北花田 慎太郎（きたはなだ しんたろう）
中学校からのエスカレータ組で、学校の雰囲気に飽きている。江坂、長居と3人つるんで遊んでいる。
心斎橋 航平（しんさいばし こうへい）
1年のときにイジメにあい、不登校になる。美咲からの励ましと応援で、登校するようになる。
長居 諒介（ながい りょうすけ）
中学校からのエスカレータ組で、学校の雰囲気に飽きている。江坂、北花田と3人つるんで遊んでいる。
中津 直樹（なかつ なおき）
中学校からのエスカレータ組。親の期待に反して、成績が振るわなくなり、引きこもりになる。
難波・J・友嗣（なんば じぇい ともつぐ）
スケボーが得意のハーフ。親の仕事の関係で、転校ばかりしていたために、自分から壁をつくっている状態。
本町 優（ほんまち ゆう）
成績優秀で、医学部を目指しているが、親の期待が少し重荷になっていたが、侑希の言葉で学校に来るようになる。
八尾 絢斗（やお あやと）
高校編入組。あまり感情を表に出さないタイプで、引きこもっている。美咲と鶴橋先生とで家庭訪問する。

## 単行本
1. 2008年10月5日発行（2008年9月30日発売）、『週刊ビッグコミックスピリッツ』2008年第27 - 31、33 - 36・37合併号掲載 (1話 - 9話)、ISBN 978-4-09-182203-1
2. 2011年3月3日発行（2011年2月26日発売）、『月刊!スピリッツ』2010年12月号 - 2011年3月号掲載 (10話 - 13話 書き下ろし第0話)、ISBN 978-4-09-183663-2
  - 第2巻（LESSON2）の巻末に、主人公の美咲が教師になるきっかけとなるエピソードが、書き下ろしの「第0話」として掲載されている。

## テレビドラマ
2011年1月12日から3月16日まで毎週水曜日22時 - 22時54分に、日本テレビ系の「水曜ドラマ」枠で放送された。主演は香里奈。
2000年代に大ヒットした『ごくせん』シリーズの制作チームが携わっている。そのためか、ドラマ版では『ごくせん』シリーズに登場した「荒高」が登場するなど設定が『ごくせん』シリーズを踏襲したものに若干変更され、原作では男子校だった御堂学院高校が共学になっている。また、ほとんどの登場人物のキャラクター性も『ごくせん』シリーズの登場人物を彷彿させるものになった他、名前も変更されている。
2011年3月16日の最終話は、テレビ岩手・ミヤギテレビ・福島中央テレビの3局では東日本大震災関連の報道特別番組を放送したため、他日振替となった。これらの3局の振替放送日時は、テレビ岩手では3月26日15時30分 - 16時24分、ミヤギテレビでは3月27日11時40分 - 12時34分、福島中央テレビでは3月27日13時 - 13時54分であった。

### キャスト

#### 御堂学園高校

##### 教職員
天王寺 美咲（てんのうじ みさき）
演 - 香里奈
本作の主人公。元は六本木にある『CLUB SOUTHERN SEA』のNo.1ホステスだったが、ママの頼みで御堂学園高校2年Z組の担任教師に就任する。担当教科は国語。片手打ちで桜井唯を余裕で抜くほど携帯電話のメール早打ちが得意。
困っている人を見かけると放っておけないお人好しでお節介な性格だが、それゆえに、当時交際していた男性の借金の連帯保証人となった上、その男にも逃げられ就職にも失敗したことから人間不信に陥り、一時は人生そのものに絶望していたが、『SOUTHERN SEA』のママに拾われたことを期に、人生をやり直すことを決意した。
元々は、温厚で根気強い性格のママをして「何度も匙を投げようと思った」と言わせる程、不器用な性質だったが、死に物狂いの特訓の結果、『SOUTHERN SEA』のNo.1ホステスにまで登り詰めた。
クラブ勤めでの特訓により、条件反射で動く癖（目の前でタバコを吸おうとする人がいたら自分からライターで火を着ける等）が身に染みついており、危うく過去がバレてしまいそうになり、肝を冷やすこともしばしばある。また、お水の仕事柄、「指名」という言葉に異常に弱く、これが元で鶴橋の娘・歩美の身柄を引きうけてしまう羽目になる。
服装も傍から見れば明らかにお水と言われてもおかしくないほど派手で、ミニスカートの類しか持っていない。これが元で鶴橋に出勤初日から目を付けられ、以降、天敵同士となる。
三国 武志（みくに たけし）
演 - 田中圭
数学教師。2年D組の担任。『CLUB SOUTHERN SEA』の常連客で、美咲の素姓を知る数少ない人物。虚栄心の強い見栄っ張りな性格で、美咲が『SOUTHERN SEA』に在籍していた頃は、IT企業の社長だと嘘をついていた。美咲に想いを寄せているが、全く相手にされていない。
金沢にある造り酒屋の息子で、父からは日頃から後を継ぐよう言われ続けていた。気弱な性格ゆえ、父には全く逆らえず、教師になったのも、5年間の期限付きではあったが後継ぎから逃げる為の口実を作るためだった。自分が受け持っている柏原のストーカー騒動の一件がきっかけで、父との約束の期限が終わることもあり、教師を辞め、金沢に帰ることを決意したが、美咲の説得により、真剣に生徒達に向き合うことを心に決め、人生で初めて父に自分の思いを伝え、改めて御堂学園で教師を続けることとなった。
姫島 菜々子（ひめじま ななこ）
演 - 臼田あさ美
英語教師。2年A組の副担任。美咲とは反対に、純真無垢な清純派。但し「超」が付くほどの天然ボケな性格であり、周りの空気が読めない事もしばしば。意外にも褒め上手な一面があり、「行ってみたい」と言う理由で『CLUB SOUTHERN SEA』に訪れた際にママに褒め上手な所を見出され、スカウトまでされてしまったほど。
川西 勤（かわにし つとむ）
演 - 土屋裕一
体育教師。2年C組担任。体育会系の割に気弱で、鶴橋には逆らえない。
南方 健治（みなみかた けんじ）〈30〉
演 - ハジメ（フォーリンラブ）
化学教師。没個性的な性格で周りの意見に流されやすい。その性格ゆえか、今までに恋人が出来た事がない。
北浜 義男（きたはま よしお）
演 - 桑野信義
美術教師。2年B組担任。独身で幸せな家庭を築く事を夢見るロマンチストだが、そのロマンチストぶりが女性に嫌がられており、全くモテない。
天満 幸作（てんま こうさく）
演 - 金田明夫
日本史教師。2年A組の担任で、学年主任。事なかれ主義であると同時に「強きを助け弱きを挫く」を地で行くほど、強いものに媚びる性格。鶴橋の腰巾着であり、教頭の権力を笠に着て、美咲に嫌みを言いまくる。
鶴橋 静江（つるはし しずえ）
演 - 戸田恵子
教頭。美咲の天敵。自分にとって「邪魔」「気に食わない」と判断したものは躊躇無く排除する独善的な性格。
「落ちこぼれ生徒は、他の生徒に悪影響を及ぼす」という独自の教育理念から、2年Z組を編成。Z組に対する態度は極めて冷淡で、彼らを守るどころか疎んじており、美咲のみならずZ組生徒全員を学園から追放する事を考え、その為の粗探しに余念が無い。
歩実（あゆみ）と言う娘がおり、母親としてでなく教師として「落ちこぼれ」であるか無いかで判断し、彼女が補導された事で即刻2年Z組に押しつける冷酷な一面を持ち合わせるが、娘の携帯ブログに綴られた過去を知り、自分が母親として何もしていなかった事を思い知らされ、理事長からの招集を蹴ってまで娘の元へ向かい、和解する。
最終回では美咲が教師を辞めることに抗議したＺ組の生徒達を一喝しつつ、理事長の制裁によって課された追試で80点以上に達しなかった者達を進級させる代償として教師を辞める事を明かし、美咲の気持ちを受け止めるよう諭す。その一方で、美咲を教師に戻さなければ退職すると理事長に退職届を出す事で覚悟を示し、彼女を御堂学園の教師に復職させた。
玉造 敏蔵（たまつくり としぞう）
演 - 布施明
校長。気弱で控えめな性格なため、口を出した途端に鶴橋に睨まれてしまうが、何とか学校を変えるべく美咲を教師に抜擢する。しかし、理事長にまで美咲の前歴を知られてしまい、窮地に立たされてしまう。

##### 2年Z組生徒
九条 和真（くじょう かずま）
演 - 藤ヶ谷太輔（Kis-My-Ft2）
5人組のリーダー格。トラブルがあればすぐに首を突っ込むほど喧嘩っ早いが、仲間想いで熱血漢。しかし、大人に対する反発心が誰よりも強く、大人が関わると必ず諍いを起こす5人組随一のトラブルメーカーである。亮介と唯とは小学校からの幼馴染。
湊 亮介（みなと りょうすけ）
演 - 北山宏光（Kis-My-Ft2）
和真の相棒。冷淡かつ大人びた性格で、何かと暴走する和真のブレーキ役。但し、本気で怒ると和真でさえ唖然とさせる程に暴れ出す。和真と唯とは小学校の頃からの幼馴染。
桜井 唯（さくらい ゆい）
演 - 大政絢
5人組の紅一点。容姿は良いが、男勝りで口が悪く、単刀直入な物言いをする。5人組の中では最初に登校するようになるが、青果店を営む父親の事を憎んでおり、話す時は怒りを露わにして口が更に悪くなるなど、あからさまに対立している。一時期は父の忠告に激怒して家を飛び出し、『SOUTHERN SEA』に転がり込んでキャバクラ嬢のバイトをしていた。和真と亮介とは小学校からの幼馴染。
長瀬 恭太郎（ながせ きょうたろう）
演 - 市川知宏
短気で単純な性格。体格の大きさを活かして何かと突っかかるが、あくまで5人組メンバーとつるんでの事であり、実際、喧嘩は弱い。
星田 勇斗（ほしだ ゆうと）
演 - 大野拓朗
お調子者で女にモテたくて仕方ないが、女好きで軽薄な性格が災いして全くモテない。御堂学園にはバスケットボールの特待生で入学したものの、右足の怪我が原因で退部を余儀なくされた上、部員達からも陰口を叩かれるようになり、以来荒んだ生活を送っていた。しかし、球技大会のバスケの試合で現役部員との勝負に勝ち、ある程度ではあるが過去にケリをつけることが出来た。

##### その他の2年Z組生徒
五十音順
- 天見成弥 - 稲垣成弥
- 安堂将大 - 碓井将大
- 今宮美優 - 江原美優
- 大和田麦 - 門脇麦
- 尾崎成大 - 金井成大
- 加島銀次 - 川岸銀次
- 柴原将也 - 河野将也
- 島本優斗 - 小林優斗
- 田辺大地 - 佐伯大地
- 塚本梨香子 - 坂田梨香子
- 豊川拓也 - 佐藤拓也
- 長居憲彦 - 佐野憲彦
- 野崎愛実 - 篠原愛実
- 服部勝大 - 鈴木勝大
- 春木身来 - 鈴木身来
- 平野こなつ - 田中こなつ
- 藤坂隆太 - 中村隆太
- 牧野風香 - 西平風香
- 村野蒼汰 - 福士蒼汰
- 守口愛実 - 丸高愛実
- 山田ゆき - ゆき
- 渡辺卓也 - 吉村卓也

九条と湊、桜井、長瀬、星田を除く生徒達の名前は演者自身のものとなっている。

#### CLUB SOUTHERN SEA
ママ
演 - 財前直見
クラブのオーナー。美咲の恩人で、彼女が教師になるきっかけとなった張本人。姉御肌で、美咲を時に厳しく時に温かく接し、見守る。玉造校長とは、かつて玉造が担任だった頃の教え子の一人。
梅田（うめだ）
演 - 塚地武雅
フロアチーフのボーイ。通称：梅ちゃん。美咲を尊敬すると同時に、惚れている。
梨奈（りな）
演 - 小松彩夏
美咲に憧れる後輩ホステス。しかし、かつての美咲を遥かに超えるほどのドジかつ不器用で、接客した客をほぼ確実に怒らせている。そのため評判はすこぶる悪く、指名も全くされないため、店の成績は常に最下位。
レイナ
演 - 手島優
美咲の同期ホステス。美咲がいなくなった後のクラブを支える。豊満なバストを武器としており、店でもそれをアピールする衣装を常用している。
まりえ
演 - 小林優美
美咲の後輩ホステス。笑顔で男を魅了する事が得意。

#### ゲスト
第1話
- 牧野（CLUB SOUTHERN SEAの客） - 大河内浩（第7話では牧野の父として登場）
- 堺（CLUB SOUTHERN SEAの客） - 六角精児
- 八神龍二（CLUB RED EYE・オーナー） - 合田雅吏
- ゲームセンターの従業員 - 住田隆
- きりしまフラワーの店長 - 伊沢弘
- CLUB RED EYEの黒服 - 名倉右喬、丸山敦史、関野昌敏、コッセこういち、真宮ことり

第2話
- 佐藤（千鳥橋酒店の店主） - 宇梶剛士

第3話
中津
演 - 窪田正孝
御堂学園高校2年A組の生徒。鶴橋歩実と同じクラスメイトでバスケットボール部のエースで勇斗の元チームメイト。

第4話
- 桜井光彦（唯の父親・桜井青果店を営む） - 阿南健治（第7話でも登場）
- 桜井久美子（唯の母親） - ひがし由貴
- 鈴木正（CLUB SOUTHERN SEAの客） - 野仲イサオ

第5話
生駒可菜
演 - 山下リオ
御堂学園高校2年D組の生徒。恭太郎が恋をした同級生の女の子。
難波修司
演 - 松田悟志
美咲が借金を背負わされるきっかけを作った元彼。

第6話
松平
演 - 蕨野友也
中学まで御堂学園に在籍。和真たちの元同級生。荒高の生徒。
- ショッピングモールの警備員 - 清田智彦、加藤圭
- 警視庁墨東警察署の刑事 - 山田洋

第7話
湊佐枝子
演 - 古手川祐子
亮介の母親。2年前に夫と離婚し、女手ひとつで亮介を育ててきた。和風スナック「みなと」を営む。
渡辺の母親
演 - 宮地雅子
居酒屋店長
演 - 服部桂吾
亮介がアルバイトをする居酒屋の店長

第8話
柏原拓己
演 - 桜田通
御堂学園2年D組の生徒。三国が担任するクラスの生徒。唯に想いを寄せており、三国の後押しで彼女に告白しようと試みるも、それが原因でストーカーに間違えられる。
若旦那
演 - 本人役【友情出演】
CLUB SOUTHERN SEAの客。
三国照之
演 - 山田明郷
武志の父親。金沢で三国酒造を営む。

第9話 - 最終話
鶴橋歩実
演 - 山本ひかる
御堂学園2年A組 → 2年Z組の生徒。鶴橋教頭の娘で勇斗とバスケ対決した中津と同じA組生徒だったが深夜にクラブで遊んでいて補導されたためZ組に編入。実は2年の夏休み明けから友人と信じていたクラスメイトの女子に突然無視されるなどの裏切りに遭い、次第に孤立させられて人間不信となっていた。

最終話
淀川
演 - 名高達男
御堂学園の理事長。鶴橋以上に2Zの存在を忌避しており、問題ばかり起こす彼らを御堂学園にふさわしくない存在として排除しようと考えていた。自分の招集を蹴って娘の元に行った鶴橋の行動に疑念を抱いたことがきっかけで、美咲がキャバクラ嬢であった事を知って激怒し、まとめて排除すべく実力行使に動いた。
思いもしない手に打って出た美咲に苦戦しつつ退職にこぎつけたものの、今度は鶴橋が退職も辞さない不退転の覚悟を突き付けてきたことにより、最終的に自分が折れて、美咲の退職を取り消した。

### 駅名が名字の役名
| 役名                                                                              | 役名に含まれる駅名                                                                | 演者                                                                              | 駅名がある関西の鉄道 |
| ◎は演者自身の名字も関西の鉄道に駅あり △は役名と演者自身の苗字の両駅を通る列車あり | ◎は演者自身の名字も関西の鉄道に駅あり △は役名と演者自身の苗字の両駅を通る列車あり | ◎は演者自身の名字も関西の鉄道に駅あり △は役名と演者自身の苗字の両駅を通る列車あり | ◎は演者自身の名字も関西の鉄道に駅あり △は役名と演者自身の苗字の両駅を通る列車あり                                       |
| --------------------------------------------------------------------------------- | --------------------------------------------------------------------------------- | --------------------------------------------------------------------------------- | --- |
| 天王寺 美咲                                                                       | 天王寺                                                                            | 香里奈                                                                            | JR西日本大阪環状線･関西本線(大和路線)･阪和線、大阪市営地下鉄御堂筋線･谷町線                                             |
| 九条 和真                                                                         | 九条                                                                              | 藤ヶ谷                                                                            | 大阪市営地下鉄中央線、阪神電気鉄道なんば線 近畿日本鉄道橿原線･天理線、京都市営地下鉄烏丸線                              |
| 湊 亮介 湊 佐枝子                                                                 | 湊                                                                                | 北山◎ 古手川                                                                      | 南海電気鉄道本線(◎：京都市営地下鉄烏丸線)                                                                               |
| 桜井 唯 桜井 光彦(4話・7話ゲスト) 桜井 久美子(4話ゲスト)                          | 桜井                                                                              | 大政 阿南 ひがし                                                                  | JR西日本桜井線(万葉まほろば線)、近畿日本鉄道大阪線、阪急電鉄箕面線                                                      |
| 長瀬 恭太郎                                                                       | 長瀬                                                                              | 市川                                                                              | JR西日本おおさか東線、近畿日本鉄道大阪線                                                                                |
| 星田 勇斗                                                                         | 星田                                                                              | 大野                                                                              | JR西日本片町線(学研都市線)                                                                                              |
| 三国 武志 三国 照之                                                               | 三国                                                                              | 田中 山田◎                                                                        | 阪急電鉄宝塚本線(◎：阪急千里線、大阪モノレール本線)                                                                     |
| 姫島 菜々子                                                                       | 姫島                                                                              | 臼田                                                                              | 阪神電気鉄道本線 |
| 梅田                                                                              | 梅田                                                                              | 塚地                                                                              | 大阪市営地下鉄御堂筋線、阪神電気鉄道本線、阪急電鉄神戸本線･宝塚本線･京都本線                                            |
| 川西 勤                                                                           | 川西                                                                              | 土屋                                                                              | 近畿日本鉄道長野線 |
| 南方 健治                                                                         | 南方                                                                              | ハジメ                                                                            | 阪急電鉄京都本線 |
| 北浜 義男                                                                         | 北浜                                                                              | 桑野                                                                              | 京阪電気鉄道本線、大阪市営地下鉄堺筋線                                                                                  |
| 天満 幸作                                                                         | 天満                                                                              | 金田                                                                              | JR西日本大阪環状線 |
| 鶴橋 静江 鶴橋 歩実                                                               | 鶴橋                                                                              | 戸田△ 山本◎                                                                       | JR西日本大阪環状線、大阪市営地下鉄千日前線、近畿日本鉄道難波線・奈良線･大阪線(◎：阪急電鉄宝塚本線)                      |
| 玉造 敏蔵                                                                         | 玉造                                                                              | 布施◎                                                                             | JR西日本大阪環状線、大阪市営地下鉄長堀鶴見緑地線(◎：近鉄大阪線、奈良線)                                                 |
| 天見 成弥                                                                         | 天見                                                                              | 稲垣                                                                              | 南海電気鉄道高野線 |
| 安堂 将大                                                                         | 安堂                                                                              | 碓井                                                                              | 近畿日本鉄道大阪線 |
| 尾崎 成大                                                                         | 尾崎                                                                              | 金井                                                                              | 南海電気鉄道本線 |
| 加島 銀次                                                                         | 加島                                                                              | 川岸                                                                              | JR西日本JR東西線 |
| 柴原 将也                                                                         | 柴原                                                                              | 河野                                                                              | 大阪モノレール本線 |
| 島本 優斗                                                                         | 島本                                                                              | 小林◎                                                                             | JR西日本東海道本線(JR京都線)(◎：阪急電鉄今津線)                                                                         |
| 田辺 大地                                                                         | 田辺                                                                              | 佐伯                                                                              | 大阪市営地下鉄谷町線 |
| 豊川 拓也                                                                         | 豊川                                                                              | 佐藤                                                                              | 大阪モノレール国際文化公園都市線                                                                                        |
| 長居 憲彦                                                                         | 長居                                                                              | 佐野                                                                              | JR西日本阪和線、大阪市営地下鉄御堂筋線                                                                                  |
| 服部 勝大                                                                         | 服部                                                                              | 鈴木（勝）                                                                        | 阪急電鉄宝塚本線 |
| 春木 身来                                                                         | 春木                                                                              | 鈴木（身）                                                                        | 南海電気鉄道本線 |
| 藤坂 隆太                                                                         | 藤阪                                                                              | 中村                                                                              | JR西日本片町線(学研都市線)                                                                                              |
| 村野 蒼汰                                                                         | 村野                                                                              | 福士                                                                              | 京阪電気鉄道交野線 |
| 渡辺 卓也                                                                         | 渡辺(橋)                                                                          | 吉村                                                                              | 京阪電気鉄道中之島線 |
| 今宮 美優                                                                         | 今宮                                                                              | 江原◎                                                                             | JR西日本大阪環状線･関西本線（大和路線）(◎：JR西日本山陰本線)                                                            |
| 大和田 麦                                                                         | 大和田                                                                            | 門脇                                                                              | 京阪電気鉄道本線 |
| 塚本 梨香子                                                                       | 塚本                                                                              | 坂田◎△                                                                            | JR西日本東海道本線（JR神戸線）(◎：JR西日本北陸本線)                                                                     |
| 野崎 愛実                                                                         | 野崎                                                                              | 篠原◎                                                                             | JR西日本片町線(学研都市線)(◎：JR西日本東海道本線(琵琶湖線))                                                             |
| 平野 こなつ                                                                       | 平野                                                                              | 田中                                                                              | JR西日本関西本線、大阪市営地下鉄谷町線、能勢電鉄妙見線                                                                  |
| 牧野 風香 牧野の父親(1話・7話ゲスト)                                              | 牧野                                                                              | 西平 大河内                                                                       | 京阪電気鉄道本線 |
| 守口 愛実                                                                         | 守口                                                                              | 丸高                                                                              | 大阪市営地下鉄谷町線 |
| 山田 ゆき                                                                         | 山田                                                                              | ゆき                                                                              | 阪急電鉄千里線、大阪モノレール本線                                                                                      |
| 堺（1話ゲスト）                                                                   | 堺                                                                                | 六角                                                                              | 南海電気鉄道本線 |
| 中津（3話ゲスト）                                                                 | 中津                                                                              | 窪田                                                                              | 大阪市営地下鉄御堂筋線、阪急電鉄神戸本線･宝塚本線                                                                       |
| 大村（4話ゲスト）                                                                 | 大村                                                                              | -                                                                                 | 神戸電鉄粟生線 |
| 生駒 可菜（5話ゲスト）                                                            | 生駒                                                                              | 山下◎                                                                             | 近畿日本鉄道奈良線・けいはんな線・生駒線(◎：能勢電鉄妙見線、日生線)                                                     |
| 難波 修司（5話ゲスト）                                                            | 難波                                                                              | 松田                                                                              | JR西日本関西本線(大和路線)、大阪市営地下鉄御堂筋線、南海電気鉄道高野線 近畿日本鉄道難波線・奈良線、阪神電気鉄道なんば線 |
| 柏原（8話ゲスト）                                                                 | 柏原                                                                              | 桜田                                                                              | JR西日本福知山線(かいばら)、東海道本線(かしわばら)、関西本線(大和路線)･近畿日本鉄道道明寺線(かしわら)                   |
| 淀川（最終話ゲスト）                                                              | 淀川                                                                              | 名高                                                                              | 阪神電気鉄道本線 |

### 駅名が名称になっている建物名
| 建物名                | 建物名に含まれる駅名 | 駅名がある関西の鉄道                                               |
| --------------------- | -------------------- | ------------------------------------------------------------------ |
| 御堂学園高等学校      | -                    | 大阪市営地下鉄御堂筋線                                             |
| CLUB SOUTHERN SEA     | -                    | 南海電気鉄道（特急サザン）                                         |
| CLUB RED EYE【第1話】 | 赤目(口)             | 近畿日本鉄道大阪線                                                 |
| 天下茶屋（店舗名）    | 天下茶屋             | 南海電気鉄道本線・高野線、大阪市営地下鉄堺筋線                     |
| MOZZ CAFE             | 百舌鳥               | JR西日本阪和線                                                     |
| 千鳥橋酒店【第2話】   | 千鳥橋               | 阪神電気鉄道なんば線                                               |
| 桜井青果店【第4話】   | 桜井                 | JR西日本桜井線(万葉まほろば線)、近畿日本鉄道大阪線、阪急電鉄箕面線 |

### スタッフ
- 脚本 - 江頭美智留、松田裕子、梅田みか
- 音楽 - 大島ミチル
- 音楽プロデューサー - 伊藤圭一
- 演出 - 大谷太郎、森雅弘、石尾純
- オープニングテーマ - Kis-My-Ft2「No.1〜FIRE BEAT」
- 主題歌 - JAMOSA「何かひとつ feat. JAY'ED & 若旦那」(avex trax)
- タイトルバックVFX - 岡野正広
- アクションコーディネイター - 佐々木修平
- 協力プロデューサー - 森雅弘
- 撮影 - 市川正明、氏家康二
- 照明 - 大前英樹、佐々木康雄
- 美術デザイン - 高野雅裕、乾友一郎
- スケジュール - 柿沼竹生
- 制作担当 - 由利芳伸
- 助監督 - 松山雅則
- チーフプロデューサー - 田中芳樹
- プロデュース - 加藤正俊、三上絵里子
- 制作協力 - 日テレアックスオン
- 製作著作 - 日本テレビ

### 放送日程
| 各話                                                       | 放送日        | サブタイトル                    | 脚本                | 演出     | 視聴率 |
| ---------------------------------------------------------- | ------------- | ------------------------------- | ------------------- | -------- | ------ |
| 第1話                                                      | 2011年1月12日 | 新米熱血教師はNo.1キャバクラ嬢! | 江頭美智留          | 大谷太郎 | 13.2%  |
| 第2話                                                      | 2011年1月19日 | No.1の課外授業!!                | 江頭美智留          | 大谷太郎 | 12.5%  |
| 第3話                                                      | 2011年1月26日 | 逃げないで戦え!!                | 松田裕子            | 森雅弘   | 11.8%  |
| 第4話                                                      | 2011年2月02日 | 生徒がキャバ嬢!?                | 梅田みか            | 石尾純   | 10.4%  |
| 第5話                                                      | 2011年2月09日 | 元カレと恋の行方                | 松田裕子            | 大谷太郎 | 09.9%  |
| 第6話                                                      | 2011年2月16日 | 発覚!! 元キャバ嬢               | 梅田みか            | 石尾純   | 09.9%  |
| 第7話                                                      | 2011年2月23日 | 母さん、ごめん!                 | 江頭美智留          | 森雅弘   | 08.5%  |
| 第8話                                                      | 2011年3月02日 | 辞めないで!! 先生               | 松田裕子            | 大谷太郎 | 10.0%  |
| 第9話                                                      | 2011年3月09日 | Z組VS教頭の娘!!                 | 梅田みか            | 森雅弘   | 09.5%  |
| 最終話                                                     | 2011年3月16日 | 生徒の未来のために              | 江頭美智留 松田裕子 | 大谷太郎 | 09.4%  |
| 平均視聴率 10.5%（視聴率は関東地区・ビデオリサーチ社調べ） |               |                                 |                     |          |        |

### 備考
- 主な学校のロケーションは駒沢女子大学。最終話の劇中に出てきた『TOKYO Cawai COLLECTION 2011S/S』のシーンは2011年3月5日に国立代々木競技場第一体育館で行われた「TOKYO GIRLS COLLECTION 2011S/S」で撮影された。
- 最終回（2011年3月16日放送）は東日本大震災の影響により、ニトリとNTT東日本・NTT西日本（NTT災害用伝言ダイヤル）のCM（提供クレジットは自粛）を除き、全てのCMがACジャパンの公共広告に差し替えた。同枠の提供クレジットは翌週（同年3月23日放送）の「THE カテゴライザーSP 旬の芸能人アブナイ本性を丸裸90分」から再開した。
- 後に2年Z組生徒の福士蒼汰と坂田梨香子は『仮面ライダーフォーゼ』、鈴木勝大と西平風香は『特命戦隊ゴーバスターズ』、福士蒼汰と鈴木勝大は『シマシマ』、『弱くても勝てます 〜青志先生とへっぽこ高校球児の野望〜』でそれぞれ共演している。
- 門脇麦はこのテレビドラマでデビューした[2]。

### テレビドラマの派生商品

#### サウンドトラック
- 「美咲ナンバーワン!! オリジナル・サウンドトラック」（2011年2月23日発売）

収録曲
1. 目指せナンバーワン!!
2. 夢をあきらめないで
3. どうしていいかわからない
4. 華麗な舞台
5. かわいい後輩
6. あら、たいへん!
7. 心に響いて
8. ウソか本音か職員室
9. 手強い奴
10. 行動あるのみ
11. 孤独な制服
12. 事件の予感
13. 緊急事態
14. バトル勃発
15. わかり合えるから
16. 幸せな妄想
17. また、やっちゃった!
18. 目指せナンバーワン!! 〜ピアノバージョン
19. 信じる思い
20. 何かひとつ 〜ピアノバージョン

#### DVD
美咲ナンバーワン!! DVD BOX
- リリース: 2011年6月22日
- 媒体: DVD
- レーベル: バップ
- 巻数: 全6巻

| 日本テレビ系 水曜ドラマ                                        | 日本テレビ系 水曜ドラマ                        | 日本テレビ系 水曜ドラマ                |
| 前番組                                                         | 番組名                                         | 次番組                                 |
| -------------------------------------------------------------- | ---------------------------------------------- | -------------------------------------- |
| 黄金の豚 -会計検査庁 特別調査課- （2010年10月20日 - 12月15日） | 美咲ナンバーワン!! （2011年1月12日 - 3月16日） | リバウンド （2011年4月27日 - 6月29日） |